# Пулькин, Григорий Степанович
Григорий Степанович Пулькин (1916 год — 12 января 1945 года, Польша) — кузнец артиллерийской батареи 28-го артиллерийского полка 19-го стрелкового корпуса 7-й армии, красноармеец, первый из уроженцев Башкортостана Герой Советского Союза.

## Биография
Григорий Степанович Пулькин родился в 1916 году в деревне Петропавловка ныне Стерлитамакского района Башкирии. Русский. В 1929 году окончил четыре класса начальной школы и до 1937 года работал рядовым колхозником.
В Красную Армию Григорий Степанович был призван в 1937 году Стерлитамакским райвоенкоматом Башкирской АССР. Воевал на советско-финляндской войне 1939—1940 годов. Член ВКП(б) с 1941 года.
После окончания советско-финляндской войны Г. С. Пулькин продолжил учёбу и службу в Красной Армии. В июне 1941 года он досрочно окончил Второе Ленинградское артиллерийское училище, а в 1943 году — Высшую ордена Ленина Краснознамённую артиллерийскую школу.
Во время Великой Отечественной войны Пулькин участвовал в боях на Юго-Западном, Северо-Западном и Смоленском направлениях, на Калининском и 1-м Украинском фронтах. Прошёл путь от рядового до гвардии капитана, командира артиллерийского дивизиона.
12 января 1945 года гвардии капитан Пулькин Г. С. погиб при освобождении Польши. Похоронен на северо-восточной окраине леса Борек Стопницкого уезда Келецкого воеводства (Польша).
Награждён орденом Ленина, медалями.

## Подвиг
«Кузнец артиллерийской батареи 28-го артиллерийского полка (19-й стрелковый корпус, 7-я армия) красноармеец Г. С. Пулькин во время боя 23 декабря 1939 года у железнодорожной станции Пэрк-Ярви на Карельском перешейке проявил беспримерное мужество и героизм. При отражении атаки финнов на артиллерийскую батарею, где Пулькин был ковочным кузнецом, он заметил, что у одного из орудий весь расчёт выведен из строя. Он принял бой вдвоем с оставшимся командиром расчёта Григорием Лаптевым, поражая противника прямой наводкой. Когда вражеские солдаты, обходя батарею с флангов и с тыла, подожгли ящики с боеприпасами, он продолжал разить атакующих из винтовки и гранатами, затем вступил в рукопашную схватку, пока с наблюдательного пункта не подошла помощь во главе с командиром батареи.
В этом бою, длившимся около 5-и часов, Г. С. Пулькин уничтожил из орудия более 100 финских солдат, нескольких истребил в рукопашной схватке, а также взял в плен».
Указом Президиума Верховного Совета СССР от 15 января 1940 года за мужество и героизм, проявленные при отражении атак белофиннов на артиллерийскую батарею, Григорию Степановичу Пулькину присвоено звание Героя Советского Союза с вручением ордена Ленина и медали «Золотая Звезда» (№ 212). По номеру награды он стал первым из уроженцев Башкирии, кому было присвоено это звание.
Первым о подвиге Героя Пулькина Григория Степановича рассказал Александр Твардовский, фронтовой корреспондент, поэт. Им было написано и стихотворение — «Григорий Пулькин», напечатанное в газете «На страже Родины» в январе 1940 года и вошедшее в собрание сочинений писателя.

## Память
На родине Героя — в деревне Петропавловка Стерлитамакского района Башкирии установлен его бюст.
В деревне Садовка Григорию Степановичу Пулькину установлен памятник.
В Стерлитамакском городском краеведческом музее хранится орденская книжка Григория Степановича, пробитая вражеским осколком, значок «Гвардия» и фотопортрет Героя.
В деревне Петропавловка сохранился дом Героя, в котором живёт его брат, а на здании правления колхоза установлена памятная мемориальная доска.

## Интересные факты
Пулькин Григорий Степанович был одним из прототипов собирательного образа Василия Теркина из поэмы А. Т. Твардовского.
А. Т. Твардовский познакомился с Григорием Степановичем Пулькиным на Карельском перешейке во время советско-финской войны. Ему запомнилась «своеобразная живая манера речи кузнеца Пулькина». Он говорил, что ему дороги такие люди, как этот кузнец-артиллерист. В своих письмах Твардовский неоднократно упоминал кузнеца-артиллериста Пулькина, относя его к людям с «душевной красотой, скромностью, высокой политической сознательностью, готовностью прибегать к юмору, когда речь заходит о самых тяжких испытаниях, которые им самим приходилось встречать в боевой жизни».